# Пейдж, Ли
Ли Пейдж (англ. Lee Page; род. 6 ноября 1987, Реддич, Вустершир) — английский профессиональный игрок в снукер. Стал профессионалом и впервые попал в мэйн-тур в 2006 году, но не смог закрепиться в туре и выбыл в дивизион PIOS. Второй раз Пейдж стал участником мэйн-тура в 2009 году после того, как закончил предыдущий сезон в PIOS на третьем месте. Проигрыш в первом раунде квалификации к чемпионату мира 2010 не дал Пейджу возможности закрепиться в мэйн-туре.
Официальным высшим брейком Пейджа считается серия в 114 очков, сделанная им на Гран-при 2006, однако у него есть и максимальный брейк, сделанный им на чемпионате для игроков не старше 16 лет.